# جون رويز
جون رويز (بالإنجليزية: John Ruiz)‏ مواليد 4 يناير 1972 في ماساتشوستس، الولايات المتحدة، هو ملاكم يصنف ضمن فئة الوزن الثقيل. حقق بطولة رابطة الملاكمة العالمية.

## إحصائيات
خاض خلال مسيرته 55 نزالا، فاز في 44 وتعادل في 1 وخسر في 9. فاز بالضربة القاضية في 30 نزالا.

## روابط خارجية
- جون رويز على موقع بوكس ريك (الإنجليزية) (registration required)